# Torneo de la Liga Minguera de Fútbol 2016
El Campeonato de la Liga Minguera de Fútbol 2016 de fútbol, es la 1ª edición del torneo de la Liga Minguera de Fútbol, a su vez perteneciente a la Unión del Fútbol del Interior.

### Cuartos de final

#### Minga Guazú - Santa Mónica
| 29 de junio de 2016 | Santa Mónica | 1:2 | Minga Guazú |  |  |

| 4 de julio de 2016 | Minga Guazú | 0:2 (8:7 p.) | Santa Mónica |  |  |

#### Don Bosco - Deportivo 22
| 29 de junio de 2016 | Deportivo 22 | 1:3 | Don Bosco |  |  |

| 4 de julio de 2016 | Don Bosco | 0:0 | Deportivo 22 |  |  |

#### 30 Unidos - San Roque
| 29 de junio de 2016 | 30 Unidos | 2:1 | San Roque |  |  |

| 4 de julio de 2016 | San Roque | 1:4 | 30 Unidos |  |  |

#### Unión Agrícola - Guaraní
| 29 de junio de 2016 | Unión Agrícola | 1:1 | Guaraní |  |  |

| 4 de julio de 2016 | Guaraní | 1:2 | Unión Agrícola |  |  |

### Semifinal

#### Minga Guazú - Don Bosco
| 10 de julio de 2016 | Minga Guazú | 0:4 | Don Bosco |  |  |

| 17 de julio de 2016 | Don Bosco | 0:2 (2:3 p.) | Minga Guazú |  |  |

#### 30 Unidos - Unión Agrícola
| 10 de julio de 2016 | Unión Agrícola | 3:6 | 30 Unidos |  |  |

| 17 de julio de 2016 | 30 Unidos | 4:1 | Unión Agrícola |  |  |

### Final

#### Minga Guazú - 30 Unidos
| 24 de julio de 2016 | Minga Guazú          | 2:0     | 30 Unidos | Paí Coronel, Minga Guazú    |                             |
|                     | Vera 9' · Ávalos 65' | Reporte |           | Árbitro(s): Cristian Lacour | Árbitro(s): Cristian Lacour |

| 31 de julio de 2016 | 30 Unidos             | 2:4     | Minga Guazú                                                | María Auxiliadora, Minga Guazú  |                                 |
|                     | Barreto pen. 42', 85' | Reporte | Vera 5' · Morínigo (a.g.) 9' · Agüero 45+1' · Ávalos 90+4' | Árbitro(s): Juan Carlos Cáceres | Árbitro(s): Juan Carlos Cáceres |

|                     |
|                     |
| Campeón Minga Guazú |
| 1º título           |